# معركة الزميل
معركة الزميل  وقعت في عام 12 للهجرة، الموافق عام 633 للميلاد، بين جيش الخلفاء الراشدين بقيادة
خالد بن الوليد والامبراطورية الفارسية.
لما فرغ خالد من « أليس » سار إلى « الزميل »، وكانت مصراً كالحيرة، فغزا أهلها وأعجلهم أن ينقلوا أموالهم فغنم جميع ما فيها وقد جلا أهلها وتفرقوا في السواد، وبلغ سهم الفارس 1500، سوى الذي نفله أهل البلاد.
أرسل إلى ابي بكر بالفتح ومبلغ الغنائم. فلما بلغ ذلك أبابكر قال
« عجزت النساء أن يلدن مثل خالد »، وفي رواية أخرى « عدا أسدكم على الأسد فغلبه على خراذيله ». أعجزت النساء ان ينسلن مثل خالد.